# Akumulační vytápění
Akumulační vytápění je takový způsob vytápění, při němž jsou výroba tepla a využití vyrobeného tepla časově odděleny.
Zdroj akumulovaného tepla se může nacházet ve vytápěné místnosti (akumulační kamna, topné podlahové kabely a podmítkové topné fólie), nebo v rámci rozvodu otopné soustavy (akumulační teplovodní zásobník).
Tradičně se používají kamna s topnými tělesy, která ohřívají akumulační jednotky. Typickou akumulační jednotku tvoří akumulační cihly, které postupně uvolňují nashromážděné teplo.
Kamna připojená do energetické sítě obvykle pracují dynamicky dle přidělené sazby elektřiny, přičemž využívají nízký tarif dané sazby. V roce 2020 bylo možno pro odběr elektřiny s akumulačním vytápění využít dvoutarifové distribuční sazby D57d s 20 hodinami nízkého tarifu denně.
Alternativou k akumulačním kamnům mohou být tzv. přímotopy s akumulací. Ty fungují na principu zalisovaných topných vláken /vodičů/ v keramických deskách které po nahřátím  a následném vypnutí vyzažují akumulované teplo.

## Akumulační ohřev vody
Další ze způsobů využívání akumulační energie je akumulační ohřev vody bojlerem. Voda je ohřívána v době nízkého tarifu dané sazby a spotřebována na základě potřeby.